# 4589 McDowell
4589 McDowell este un asteroid din centura principală, descoperit pe 24 iulie 1933 de Karl Reinmuth.